# Leonforte-Pirato vasútállomás
Leonforte-Pirato vasútállomás egy vasútállomás Olaszországban, Szicília régióban, Enna megyében, Leonforte településen. Forgalma alapján az olasz vasútállomás-kategóriák közül a bronz kategóriába tartozik.

## Vasútvonalak
Az állomást az alábbi vasútvonalak érintik:
- Catania–Agrigent-vasútvonal